# Bataille de Giannitsá
Première Guerre balkanique
La bataille de Giannitsá est une bataille de la première guerre balkanique qui opposa la Grèce à l'Empire ottoman les 19 et 20 octobre (calendrier julien) ou 1er et 2 novembre (calendrier grégorien) 1912. Elle fut remportée par la Grèce. La route de Thessalonique lui fut alors ouverte.
La bataille fut sanglante. Les troupes ottomanes avaient reçu des renforts depuis Bitola. Elles purent donc opposer une farouche résistance aux attaques grecques. Les Grecs finirent par l'emporter après avoir perdu 1 200 hommes (tués et blessés). Les Ottomans perdirent 1 960 hommes (tués et blessés). Après leur victoire, les troupes grecques marchèrent vers l'est, vers leur objectif, Thessalonique. Si le pont routier sur le Vardar avait été détruit par les Ottomans pour couvrir leur retraite et empêcher l'avancée vers Thessalonique, le pont ferroviaire avait été laissé intact. L'armée grecque marcha le long de la voie de chemin de fer.